# الخدمات الاجتماعية (السويد)

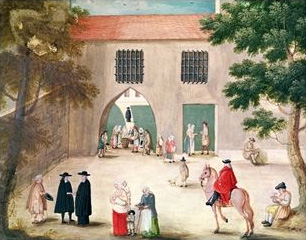
توزيع الصدقات على الفقراء، دير بور رويال دي شامب

الخدمات الاجتماعية أو الإدارة الاجتماعية في السويد (بالسويدية: Socialtjänsten) وتُعرف أيضاً بـ السوسيال وهي اسم إدارة البلدية التي تقدم تقاريرها إلى اللجنة الاجتماعية لكل بلدية أو أي لجنة أخرى مسؤولة عن العمل الإجتماعي والسياسي الذي يُنظمه قانون الخدمات الإجتماعية. قد يختلف الأسم الدقيق لمجلس الإدارة من بلدية إلى أخرى. تعمل الخدمات الإجتماعية وفقاً لقانون الخدمات الاجتماعية الذي أدخل عام 2001 (453: 2001) في السويد، وكانت المفاهيم السابقة التي تحمل نفس المعنى أو ما يشابهه هي الرعاية الاجتماعية، وقبل عام 1956 كانت هناك رعاية سيئة.
يمكن تسمية الأشخاص الذين هم تحت تدابير الخدمات الاجتماعية عملاء أو مُستخدمين أو أو مُستهلكين، اعتمادًا على السياق. الرعاية الاجتماعية وهي مفهوم مُشابه ظهر في الكتابة السويدية لأول مرة في عام 1929. يشير / يهدف في المقام الأول إلى مُساعدة الأشخاص الذين يعانون من صعوبات اجتماعية أو مادية. لم تعد الكلمة مُستخدمة في النصوص الإدارية الرسمية. ومع ذلك، لا يزال يُستخدم في فنلندا وفي أولاند، بما في ذلك في قانون الرعاية الاجتماعية لعام 2014.
كانت المساعدة الاجتماعية تسمى المساعدة المالية التي تم التعامل معها وفقًا لقانون الخدمات الاجتماعية لعام 1956. كان هذا ساري المفعول حتى إدخال الخدمة الاجتماعية السويدية الحديثة في عام 1982. في عام 1982، تم استبدال المساعدة الاجتماعية بالمزايا الاجتماعية.

## الوصف
تتكون الخدمات الاجتماعية من رعاية المُسنين ودعم المُدمنين والخدمة للأشخاص ذوي الإعاقة وكذلك الرعاية الفردية والعائلية (IFO). كل بلدية مسؤولة عن ضمان الأهتمام بهذا الأمر وحصول جميع الأشخاص الذين يعيشون في البلدية على المساعدة والدعم الذي يحتاجون إليه. لذلك قد تبدو هذه المهام مُختلفة من بلدية إلى أخرى. ينص قانون الخدمات الاجتماعية على أن البلدية عليها التزامات بمساعدة سكانها بمختلف المِنح والدعم. لا يحتوي القانون على جميع المبادرات التي يمكن أن تساعد بها البلدية، سواء كخدمة بحتة أو مُقابل رسوم.
إذا كان الفرد في حالة طارئة، فهو بحاجة إلى مساعدة ومساعدة مباشرة من البلدية إذا كان لا يمكن حلها بأي طريقة أخرى. كانت تكاليف الخدمات الاجتماعية في جميع أنحاء السويد أقل بقليل من 164 مليار كرونة سويدية في عام 2008، منها 54٪ تقريبًا تكاليف رعاية المسنين، و 26٪ للأشخاص ذوي الإعاقة، و 20٪ للرعاية الفردية والعائلية. تختلف المساعدة المالية اختلافًا كبيرًا، فقد كانت في عام 2004 من 220 كرونة سويدية إلى 2310 كرونة سويدية لكل فرد.

### المسؤوليات
الخدمات الاجتماعية مسؤولة عن:
- قضايا كبار السن (في بعض الأحيان يتم فرزها تحت مجالس الرعاية أو ما شابه ذلك)
- قضايا الإعاقة (في بعض الأحيان يتم فرزها ضمن لوحة الرعاية أو ما شابه ذلك)
- الرعاية الفردية والعائلية، من بين أمور أخرى، مسؤولية دعم الإعالة، ورعاية تعاطي المخدرات ودعم الأسر، مثل الإرشاد الأُسري، والمنازل الأُسرية والتبني.

## سحب الأطفال من عوائلهم
تشير الفقرة الثانية، من قواعد القانون رقم 1990:52 الخاصة المتعلقة برعاية القُصر (تحت الـ18 سنة)، إلى أنه يتم فرض الرعاية (على الطفل) بناء على سوء المعاملة النفسية أو الجسدية، والاستغلال غير المناسب، وغياب الرعاية الصحية أو أي ظرف آخر في منزل الحاضنين، يمكن أن ينعكس على سلامة الطفل وصحته.
بموجب القانون فإن الخدمة الاجتماعية تستطيع سحب جميع أطفال العائلة، إذا ما تعرض أحدهم لظروف تعتبرها الخدمة الاجتماعية غير مناسبة ضمن الإطار العائلي، مثل العنف، أو عدم القدرة على إعطاء الطفل ما يحتاجه من أساسيات. لكن أظهرت تقارير بأن الخدمة الاجتماعية تلحق الآذى بالأطفال المسحوبين من عوائلهم، بإجراءات التعامل وسوء معاملة الأطفال، ولا تكتفي بأخذ الأطفال من آبائهم قسراً، فقد شهد حالة أخذ أطفال حديثي الولادة من آبائهم اللاجئين، ومُطالبتهم بالإجهاض في حال عدم توفر عائلة بديلة. ناهيك عن الأخطاء في إرسال الأطفال لعائلة بديلة تودي بهم لحالات الإغتصاب، ومنهم من أصيبوا بأمراض وحوادث خطيرة بسبب الإهمال وسوء الرعاية، مع ظهور أكثر من حالة وفاة بين الأطفال، والسبب أن الخدمات الاجتماعية السويدية كانت مخطئة، هذا لأنهم يفتقرون إلى الموارد الصحيحة أو الروتينية أو المهارات اللازمة لسحب الأطفال من عائلاتهم. ولا يفرّق بين أطفال الأسر المحلية والأخرى المهاجرة، بل يطبّق قوانينه على كل الأطفال داخل السويد.
تقول الناشطة إليزابيت بروم، في ندوة حول أخذ الأطفال من قبل دائرة الشؤون الاجتماعية “السوسيال”، في العاصمة السويدية ستوكهولم: “إن دائرة السوسيال لا تقوم بتطبيق القانون كما هو مكتوب وأن تقاريرها تتم المصادقة عليها في المحكمة بنسبة تقارب 98 في المئة”. وتوضح أنها عندما قرارها مع حوالى 40 محامياً الاحتجاج على “السوسيال” لتعسفه وعدم التزامه، لم يجدِ نفعاً، فتوجهت إلى المحكمة الاوروبية ولم يسمح لهم بالكلام هناك لتسليط الضوء على هذه القضية سوى لمدة خمس دقائق فقط. وأضافت أن الحكومة تصرف أموالاً باهظة للعائلات التي يوضع عندها أطفال وتقدر بالملايين، وهناك وضع غير صحيح لأن “السوسيال” يعمل على إغراء الطفل المحتجز ويقدم له ما يريد من أجل ألا يعود لأهله.
ووفقاً للمركز السويدي للمعلومات، فإن «السوسيال» السويدي يأخذ نحو 20 ألف طفل سنوياً من أسرهم سنوياً، ويعيد توزيعهم على أسر أخرى.

### المسؤولية القانونية
تعتبر الخدمة الاجتماعية هي السلطة المسؤولة قانونياً عن ضمان تنشئة الطفل في بيئة “آمنة”، وفي حال شكّت هذه المؤسسة بوجود خطر على حالة الطفل الصحية أو النفسية، يحق لها أخذ الطفل بقوة القانون ووضعه عند عائلة أخرى “مضيفة”، وتنتقل الحالة القانونية وبموجب قرار صادر عن المحكمة الإدارية في كل بلدية، من الوالدين إلى دائرة الخدمات الاجتماعية، وعند أخذ الطفل، ينتقل من وصاية والديه ليكون نزيلاً لدى أحد المؤسسات الاجتماعية التي يشرف عليها موظفون، حتى يختاروا له عائلة تقبله، ويتم نقله من بلدية إلى أخرى يجهلها الأهل، ومن دون التصريح عن مكان إقامته ومع من يعيش، وتحصل العائلة المُستضيفة على راتب ما بين 20 ألف كرون (2300 دولار) و40 ألف كرون (4600 دولار) شهرياً من دون أن تدفع ضرائب.
ومن هنا بدأت بعض الجمعيات الأهلية تعي أهمية تأهيل العائلات اللاجئة بأهمية القانون وأسس تربية الأطفال وفق أسس سويدية، يقول مدير مكتب الخدمات الاجتماعية يوهان كلينغبوري أن هدف جمعيتهم “تأهيل العائلات التي فقدت أطفالها عن طريق تعليم الأهل أساليب التربية من خلال دورات تخصصية حتى يكونوا قادرين على استعادة أطفالهم من حضانة السوسيال”. لكن الطبيبة النفسية المتخصصة في شؤون الطفل، أنا أندرسون، ترى “أن عدم الاطلاع الواسع للمشرفين في مؤسسات رعاية الأطفال في السويد على الثقافة الأصلية للأطفال وعائلاتهم وبخاصة الوافدين من الشرق الأوسط والبلاد العربية إضافة إلى ضعف التواصل اللغوي، وسع من انتشار الظاهرة ولم يحقق الهدف المرجو من أخذ الأطفال، كما أن أطفالاً كثيرين، هم يتقدمون بشكوى لمدرستهم عما يحصل”. ويقع العديد من العرب واللاجئين منهم تحت طائلة هذا القانون بسبب  سوء الفهم والاختلاف الثقافي الواضح وصعوبة تعلم اللغة بالنسبة للأهل.
كانت الصحفية السويدية توف كارلسون، مؤلفة كتاب «السلطة على الأطفال-الخدمة الاجتماعية»، قد أشارت إلى أن قانون الخدمات الاجتماعية الحالي قد دخل حيز التنفيذ في عام 1982. وكان الغرض منه هو البناء على الطوعية أكثر من القوانين التي حلت محلها، على ألا يتم استخدام التدابير القسرية إلا في حالات الطوارئ القصوى، كان الهدف المعلن للقانون هو تقليل عدد الرعاية غير الطوعية للأطفال. كان القانون يخدم بشكل أساسي، العائلات التي تتقدم بطلب يفيد بأنها غير جاهزة للتعامل مع الطفل، سواء لأسباب نفسية، أو اجتماعية، أو أسرية، بعدها يُنظر إلى الطلبات؛ ومن ثم توافق الحكومة على أخذ الطفل بناءً على طلب من الأسرة، لكن الآن ما يحدث هو العكس؛ وهو ما قد يدفع بعض الأسر إلى التنازل عن أطفالهم؛ حتى يتمكنوا من رؤيتهم بدلاً من أن تجبرهم الدولة على تركهم، وفي هذه الحالة يتم منحهم لأسرة لا تستطيع الأسرة الأصلية التواصل معها.
على رغم أن التشريع القانوني في السويد يفرض على دائرة الشؤون الاجتماعية إعادة الأطفال إلى منازلهم إذا كان ذلك ممكناً وبأسرع وقت، إلا أنه ومن كل عشر حالات يعود طفل أو طفلة مجدداً إلى العائلة الأصلية، أو تنتظر الأخيرة حتى يبلغ الطفل 18 سنة حتى تمكنه العودة مجدداً إلى عائلته. في بعض الحالات لا ينفصل الأطفال عن أهلهم بشكل كامل، ولكن يبقون على تواصل ويحصلون على زيارات دورية، وفي حالات أخرى يتم إرجاع الأطفال إلى أهلهم بعد فترة من الزمن، يتم تحديدها من المحكمة، حتى تتم تسوية وضع الأهل في حال وجود خلافات، أو لإنهاء الوالدين دورات تأهيلية في التربية والتعامل مع الأطفال.